# Куллис-Сузуки, Северн
Северн Куллис-Сузуки (или Куллис-Судзуки; род. 30 ноября 1979, Ванкувер, Британская Колумбия) — канадская активистка, спикер, телеведущая и автор. Она выступала по всему миру с лекциями об экологических проблемах, призывая слушателей определить свои ценности, действовать с учётом будущего и нести личную ответственность. Дочь канадского биолога и экоактивиста Дэвида Сузуки.

## Биография
Куллис-Сузуки родилась и выросла в Ванкувере, Британская Колумбия. Её отец — генетик и активист в области охраны окружающей среды Дэвид Сузуки — является канадским японцем третьего поколения. Её мать — писательница Тара Элизабет Куллис.
Ещё учась в начальной школе лорда Теннисона, в 9-летнем возрасте она основала Организацию защиты детей (ECO), детское общество, посвящённое изучению вопросов окружающей среды и обучению других детей их основам. В 1992 году, в возрасте 12 лет, Куллис-Сузуки собрала деньги с помощью членов ECO для участия в Саммите Земли в Рио-де-Жанейро. Вместе с членами группы Мишель Куигг, Ванессой Сатти и Морганом Гейслером Куллис-Сузуки представила экологические проблемы с точки зрения молодёжи на саммите. С тех пор клип стал вирусным хитом, широко известным как «Девочка, которая заставила мир замолчать на 5 минут».

Я сражаюсь за своё будущее. Потерять своё будущее — это не то же самое, что проиграть выборы или потерять несколько пунктов на фондовой бирже. Я пришла сюда для того, чтобы говорить от имени всех будущих поколений… Я боюсь гулять в солнечный день из-за дыр в озоновом слое. Я боюсь дышать этим воздухом потому, что не знаю, что за химические реагенты теперь в нём находятся.

В 1993 году она была удостоена награды форума лауреатов Global 500 Roll of Honor Программы Организации Объединённых Наций по окружающей среде. В 1993 году издательство Doubleday опубликовало «Расскажи миру», её 32-страничную книгу об экологических шагах для семей.
В 2002 году Куллис-Сузуки окончила Йельский университет со степенью бакалавра в области экологии и эволюционной биологии. После Йельского университета она провела два года в путешествиях. Куллис-Сузуки выступила в роли ведущего детского телесериала Suzuki Nature Quest, который транслировался на Discovery Kids в 2002 году.
В начале 2002 года она помогла запустить интернет-исследовательский центр под названием The Skyfish Project. В качестве члена Специальной консультативной группы Кофи Аннана она и участники проекта Skyfish представили свой первый проект, обещание под названием «Признание ответственности», на Саммите по устойчивому развитию в Йоханнесбурге в августе 2002 года. Проект Skyfish был распущен в 2004 году, когда Куллис-Сузуки снова сосредоточилась на обучении. Она поступила в аспирантуру Университета Виктории для изучения этноботаники под руководством Нэнси Тёрнер, закончив её в 2007 году.
Северн замужем и живёт со своим мужем и двумя сыновьями на Хайда-Гуай (Британская Колумбия, в прошлом — острова Королевы Шарлотты).
Северн Куллис-Сузуки — главная героиня документального фильма «Severn, the Voice of Our Children» режиссёра Жан-Поля Жо, который вышел 10 ноября 2010 года во Франции.